# Bactrocera pallescentis
Bactrocera pallescentis är en tvåvingeart som först beskrevs av Hardy 1955.  Bactrocera pallescentis ingår i släktet Bactrocera och familjen borrflugor. Inga underarter finns listade.